# Нурситов, Жепасбай
Жепасбай Нурсеитов или Нурситов (1923—1997) — старший сержант Рабоче-крестьянской Красной Армии, участник Великой Отечественной войны, Герой Советского Союза (1944).

## Биография
Жепасбай Нурситов родился 9 мая 1923 года в ауле № 7 (ныне — Сырдарьинский район Кзыл-Ординской области Казахстана). После окончания начальной школы работал в колхозе. В 1942 году Нурситов был призван на службу в Рабоче-крестьянскую Красную Армию. Окончил полковую школу. С марта 1943 года — на фронтах Великой Отечественной войны.
К сентябрю 1943 года красноармеец Жепасбай Нурситов был стрелком 436-го стрелкового полка 155-й стрелковой дивизии 27-й армии Воронежского фронта. Отличился во время битвы за Днепр. 28 сентября 1943 года Нурситов в числе первых переправился через Днепр в районе села Григоровка Каневского района Черкасской области Украинской ССР и принял активное участие в боях за захват и удержание плацдарма на его западном берегу. За три дня Нурситов с товарищами отразил 13 немецких контратак, уничтожив около 150 солдат и офицеров противника.
Указом Президиума Верховного Совета СССР от 10 января 1944 года за «образцовое выполнение боевых заданий командования на фронте борьбы с немецкими захватчиками и проявленные при этом мужество и героизм» красноармеец Жепасбай Нурситов был удостоен высокого звания Героя Советского Союза с вручением ордена Ленина и медали «Золотая Звезда» за номером 1780.
После окончания войны в звании старшего сержант Нурситов был демобилизован. Проживал и работал в Кзыл-Орде. Умер 14 апреля 1997 года.
Был также награждён орденом Отечественной войны 1-й степени и рядом медалей.
В честь Нурситова была названа подводная лодка С-16 «Герой Советского Союза Нурсеитов», входившая сначала в Каспийскую военную флотилию, а затем в Северный флот.